# Juist
Juist est une île allemande d'environ 16 km2 et la deuxième des Îles de la Frise-Orientale vu de l'ouest entre Borkum et Norderney. Elle appartient comme commune à l'arrondissement d'Aurich au Land de Basse-Saxe.

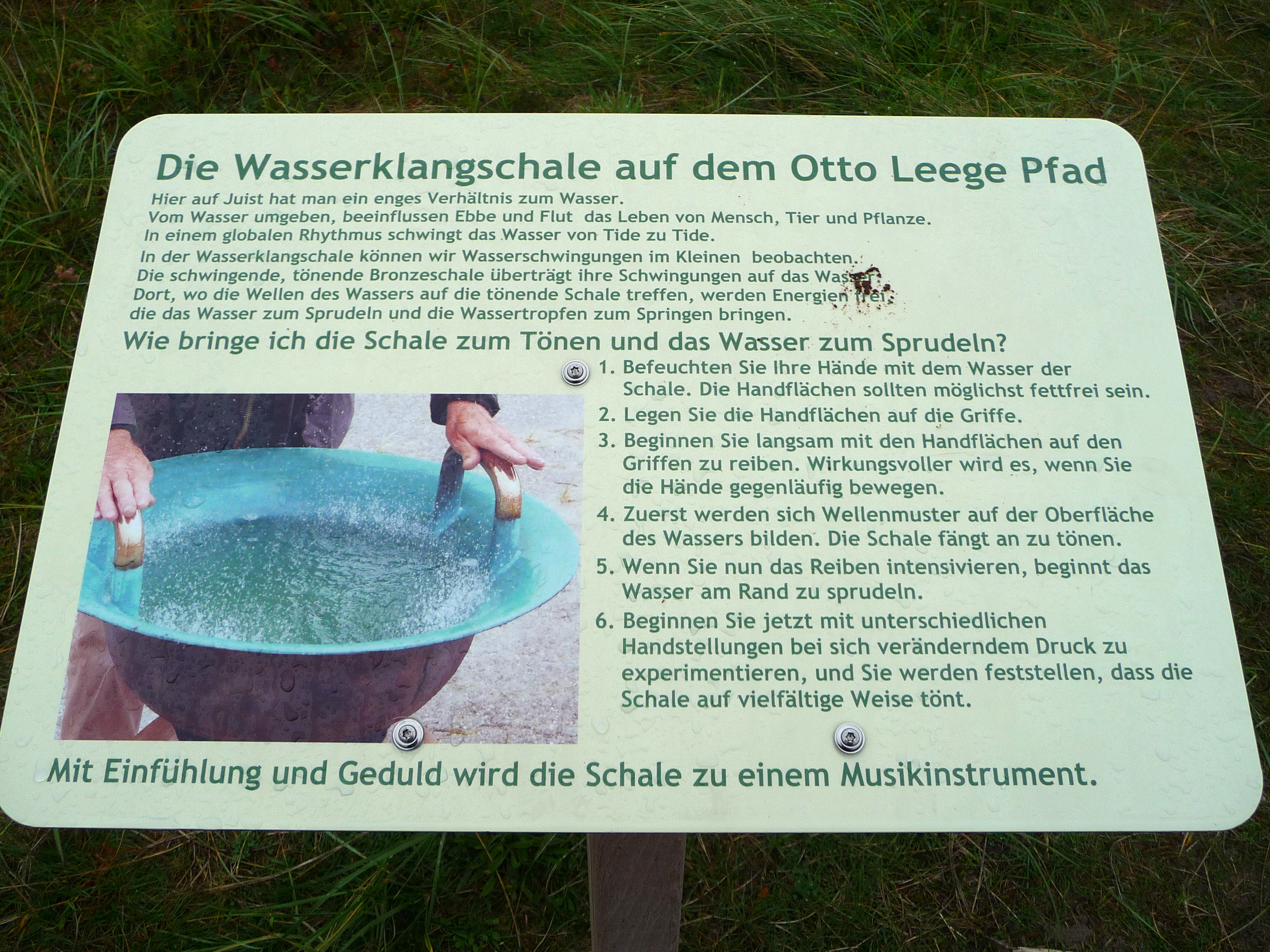
Panneau décrivant la Wasserklangschale.

Plusieurs sentiers parcourent l'île, dont le sentier pédagogique Otto-Leege-Pfad (de), nommé en l'honneur du naturaliste allemand Otto Leege (de), spécialiste de la faune et la flore de la mer du Nord. La Wasserklangschale, une fontaine en cuivre utilisée comme instrument de musique, est une des attractions du sentier.
Juist est engagée dans un plan de développement qui vise à ne plus émettre de CO2 en 2030. Juist a la particularité d'être une île sans voitures ; les roulettes tirées par des chevaux sont environ une centaine sur l'île et sont affectés au transport des personnes, des matériaux de construction, ainsi qu'à la livraison et à la collecte des déchets. De plus, l'île a un conseiller énergétique, qui encourage par exemple les hôtels à utiliser des énergies renouvelables ou fait la promotion du végétarianisme auprès des résidents.
L'été, dans un auditorium en plein air, un orchestre de cour hongrois joue deux fois par jour sur la Kurplatz, six jours par semaine, ainsi que trois soirs par semaine au Haus des Kurgastes.

## Histoire

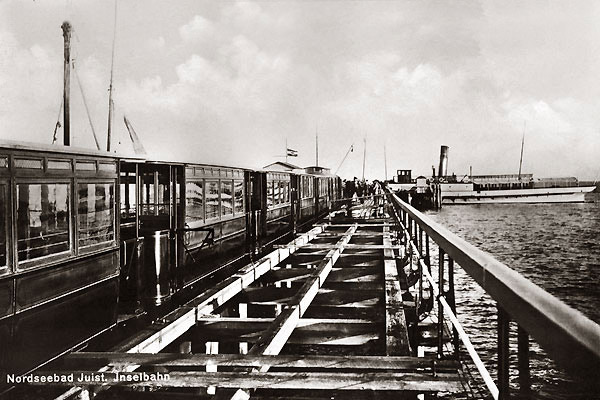
Le débarcadère de Juist vers 1900, avec le chemin de fer sur pilotis.

De 1898 à 1982, Juist possède un chemin de fer à voie métrique de 2 800 mètres de long, reliant l'île au débarcadère des ferrys situé au large. Cette ligne présente la particularité d'avoir son tronçon reliant le débarcadère à l'île posé sur pilotis sur 600 mètres, et d'être ainsi parfois légèrement submergée par la marée, laissant voir des trains « roulant » sur l'eau.

Localisation de Juist (en rouge) sur la carte de la Frise orientale.

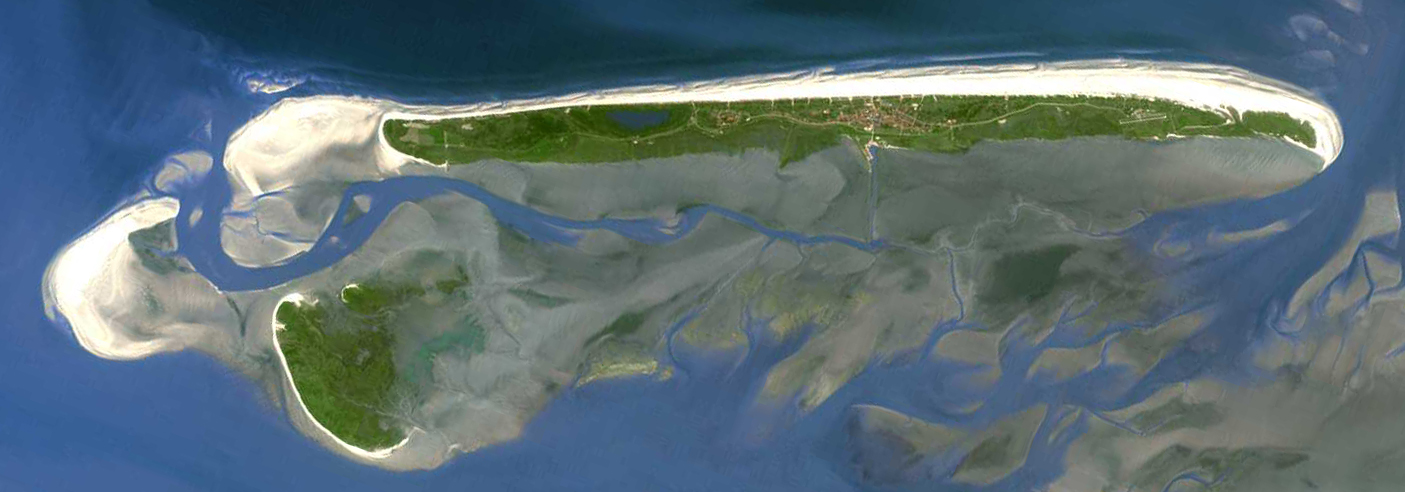
Vue satellite de l'île de Juist par Landsat 7 à environ 700 kilomètres d'altitude.

Le pédagogue Martin Luserke y établit en 1925, dans le village de Loog, une école de voile fondée sur les principes de l'éducation de plein-air, la Schule am Meer : cet internat proposait notamment à ses élèves la pratique du théâtre amateur, une nouveauté pour l'époque. L'établissement, dont la vocation était de former des enseignants à l’Éducation nouvelle pour toute l'Allemagne, dépendait du Ministère prussien de la Recherche, des Arts et de la Culture, ainsi que de l'Institut de Berlin pour l'Enseignement et l’Éducation. Elle fut le seul lycée allemand disposant, dès 1930-31, de sa propre salle de théâtre, qui était aussi à l'époque le plus grand bâtiment en béton armé de Frise orientale. Croulant sous les dettes et anémié par la fuite d'un tiers de ses élèves, ce lycée dut fermer ses portes en 1934.

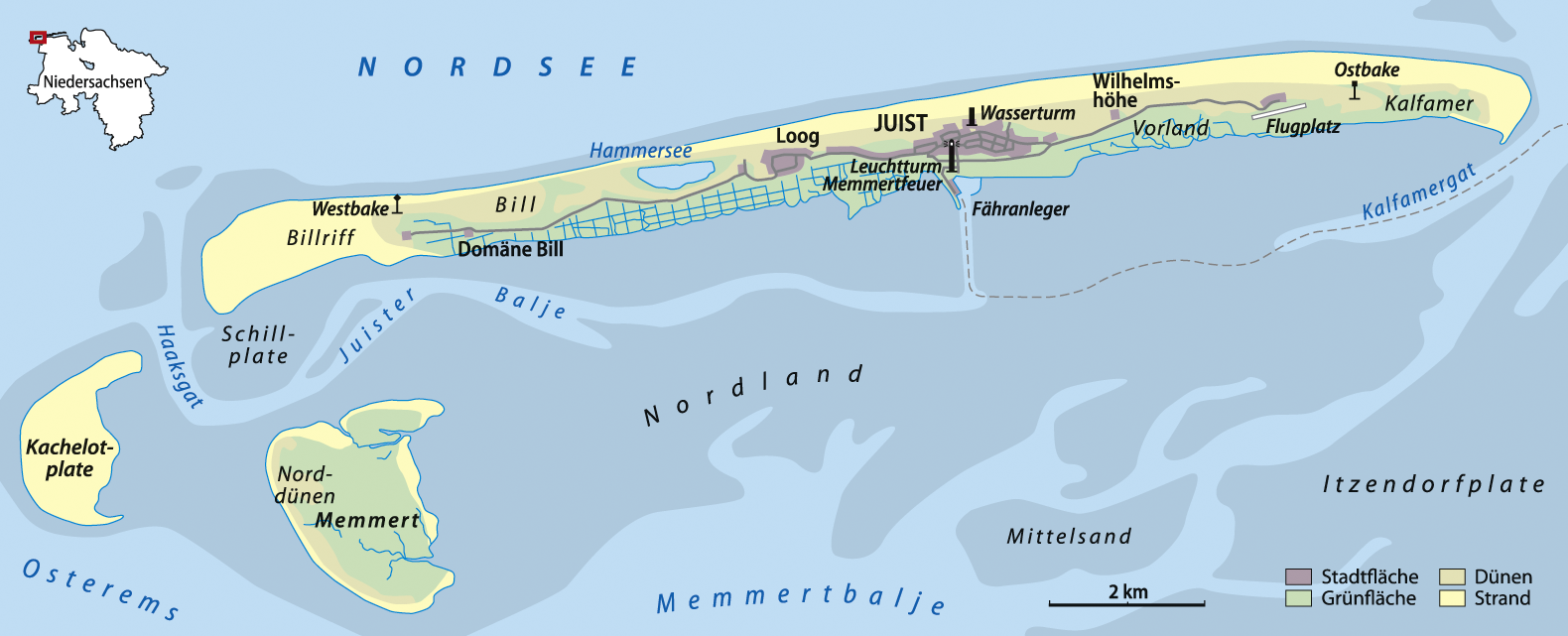
Carte schématique de l'île de Juist avec Kachelotplate et Memmert.